# Miha Vidmar
Miha Vidmar, slovenski nogometaš, * 16. julij 1997, Ljubljana.
Vidmar je profesionalni nogometaš, ki igra na položaju branilca. Od leta 2024 je član avstrijskega kluba USV Wies. Ped tem je igral za slovenske klube Radomlje, Veržej, Ilirijo, Krko in Fužinar, bosansko-hercegovsko GOŠK Gabelo, islandski Ungmennafélagið Víkingur ter avstrijska SAK Celovec in SVG Bleiburg. Skupno je v prvi slovenski ligi odigral pet tekem, v drugi slovenski ligi pa je odigral 53 tekem in dosegel pet golov.